# Iroha
L'iroha (いろは) és un poema japonès escrit probablement durant el període Heian (794-1179).
Text del poema en hiragana (amb els caràcters arcaics ゐ i ゑ):
いろはにほへと
ちりぬるを
わかよたれそ
つねならむ
うゐのおくやま
けふこえて
あさきゆめみし
ゑひもせす
Text del poema en kana i kanji:
色は匂へと
散りぬるを
我が世誰そ
常ならむ
有為の奥山
今日越えて
浅き夢見し
酔ひもせす
Transcripció directa:
i-ro-ha-ni-ho-he-to
chi-ri-nu-ru-wo
wa-ka-yo-ta-re-so
tsu-ne-na-ra-mu
u-(w)i-no-o-ku-ya-ma
ke-fu-ko-e-te
a-sa-ki-yu-me-mi-shi
(w)e-hi-mo-se-su
Transliteració moderna:
Iro wa nioedo
chirinuru o
Waga yo tare zo
Tsune naran
Ui no okuyama
Kyō koete
Asaki yume miji
Ei mo sezu.
Traducció aproximada:
Els colors que llueixen
s'apagaran
En el nostre món ningú és immortal!
La remota muntanya de la vida
avui hauré travessat (*),
no allotjaré més somnis frívols
ni m'emborratxaré.
(*) N.T: budista. Es refereix a la vida com a canvis del karma.
El poema presenta l'estructura de versos de 7 i 5 síl·labes.
L'iroha es distingeix per ser un pangrama perfecte, ja que empra tots i cada un dels kanes exactament una vegada (amb l'excepció de ん [-n], que s'afegiria posteriorment al sil·labari). Per aquest motiu, aquest poema ha estat emprat com a ordenació del sil·labari japonès fins a les reformes que s'hi varen fer durant l'era Meiji (finals del segle xix).
L'iroha també s'empra com un indicador dels canvis de so que ha sofert el japonès parlat durant l'era Heian. És tradicionalment atribuït al monjo budista Kūkai (空海) (774-835), a qui també se li atribueix la invenció de l'escriptura kana, però això és improbable, ja que es creu que en la seva època existien sons diferents per a la e en les columnes a i ya de la taula dels kanes. El caràcter え (e) del poema s'hauria llegit ye, deixant el pangrama incomplet.
La paraula いろは (iroha) també s'empra com a «l'ABC» o «coses bàsiques» en japonès.